# Château de Bellevue (Saint-Avit)
Pour les articles homonymes, voir Château de Bellevue.
Le château de Bellevue est situé sur la commune de Saint-Avit, dans le département de la Charente.

## Localisation
Le château de Bellevue est situé dans la commune de Saint-Avit, près de celle de Bazac, dans le sud du département de la Charente, à 46 km au sud d'Angoulême, 4 km au sud de Chalais, 43 km au nord de Libourne et 66 km au nord-est de Bordeaux. Il se trouve à 1 km à l'est de la route d'Angoulême à Libourne.

## Historique
Le château primitif daterait du début du XVIIe siècle, si on en croit la date de 1610 reproduite sur une porte cochère. La châtellenie de Bellevue englobait la paroisse et le bourg de Saint-Avit, ainsi qu'une partie de celui de Bazac. Elle semblait alors aux mains de la famille L'Espinay.
Entre au moins 1678 et 1861, le logis était possédé et habité par la famille de Poncharral (ou de Poncharail) de Pouillac.
L'on trouve par exemple en 1717 Jean-Baptiste de Poncharail de Pouillac, chevalier, seigneur de Bellevue, Saint-Avy, Bazac en partie, et lieutenant des maréchaux de France en Saintonge, et en 1744, Louis et son fils Jean-Baptiste, portant les mêmes titres.
En 1789, Eutrope Louis Alexandre de Poncharral, fils de Jean-Baptiste, marquis de Pouillac, ancien officier du régiment de Flandre se rendit à Saintes à l’assemblée générale de la noblesse pour son fief de Bellevue.
Le château possédait une chapelle, en témoigne un mariage qui y fut célébré en 1748.
Eutrope Louis Alexandre de Poncharral n'émigra pas et devint après la Révolution Eutrope Pontcharaille, agriculteur. Il dilapida sa fortune dans une vie de débauche, mourut en 1831 et fut inhumé dans l'église de Saint-Avit. Sa fille Jeanne épousa Guillaume Juglar de La Grange, qui mourut au château en 1851.
En 1860, le château fut vendu à Paulin de Lamballerie, dont l'héritière le vendit en 1905 à M. Auger de Montmoreau. Celui-ci le fit reconstruire presque à l'identique, car il menaçait ruine. Une ancienne carte postale témoigne de l'ancien château. La tour carrée était alors à l'angle entre le corps de logis principal et l'aile sud, et les toitures couvertes de tuiles plates. 
Il passa par la suite à plusieurs propriétaires. Les propriétaires actuels le convertirent en chambres d'hôtes de charme.

## Architecture
Le château comporte un corps de logis avec une aile en retour côté sud. Une tour carrée de trois étages avec mâchicoulis est au centre corps principal, en légère saillie sur la façade ouest. Deux tourelles cylindriques flanquent l'aile sud, comme dans l'ancien château. Les toitures couvertes d'ardoises sont pentues et mansardées. 
L'ensemble comporte deux étages. Un balcon s'ouvre sur la façade ouest, au sud de la tour. Celle-ci possède aussi un blason sculpté en hauteur côté ouest, juste en-dessous de son encorbellement et de son toit pointu. Côté cour, la porte cochère, au centre du corps de logis, est surmontée d'un fronton triangulaire.
Un pavillon ne comportant qu'un rez-de-chaussée couvert de tuiles prolonge le corps de logis au nord,.
Un portail fortifié avec portes cochère et piétonne couvert de mâchicoulis subsiste de l'ancienne construction, à l'entrée nord-est.